# Balenciaga (firma)
Balenciaga er et luksusmodehus grundlagt i 1917 af den spanske designer Cristóbal Balenciaga i San Sebastián, Spanien, og senere flyttet til Paris. Balenciaga havde et ry som en couturier med kompromisløse standarder og blev kaldt "mesteren over os alle" af Christian Dior.
Balenciagas bobleskørter og mærkelige, feminine, men "modernistiske" silhuetter blev husets varemærker.
Balenciaga lukkede dørene i 1972 og genåbnede under nyt ejerskab i 1986. Huset ejes nu af luksusgruppen Kering.